# Guido Reybrouck
Guido Reybrouck (Brugge, 25 december 1941) is een voormalig Belgisch wielrenner. Gedurende zijn carrière als prof sprokkelde hij enkele mooie overwinningen, waaronder Parijs-Tours, Kuurne-Brussel-Kuurne en de Amstel Gold Race. Hij was profwielrenner van 1964 tot 1973. In 1987 was hij ploegleider van ADR.
Hij is de neef van Gustave Danneels en de oudere broer van Wilfried Reybrouck, beiden eveneens profwielrenner.

## Belangrijkste overwinningen
1964
- Parijs-Tours
- Kampioenschap van Zürich
- 2e etappe Ronde van de Oise

1965
- 6e etappe Ronde van Frankrijk
- 10e etappe Ronde van Frankrijk
- Kuurne-Brussel-Kuurne
- 4e etappe Ronde van België

1966
- 2e etappe Ronde van Frankrijk
- Parijs-Tours
- Belgisch kampioen op de weg

1967
- 4e etappe Ronde van Frankrijk
- 9e etappe Ronde van Frankrijk
- 1e etappe Ronde van Spanje
- 1e etappe Parijs-Nice
- 3e etappe Parijs-Nice

1968
- Parijs-Tours
- 1e etappe Ronde van Catalonië
- 3e etappe Ronde van Italië
- 11e etappe Ronde van Italië
- 22e etappe Ronde van Italië

1969
- 13e etappe Ronde van Frankrijk
- Amstel Gold Race

1970
- 7e etappe deel A Parijs-Nice
- 3e etappe Ronde van Spanje
- 7e etappe Ronde van Spanje
- 8e etappe deel B Ronde van Spanje
- Puntenklassement Ronde van Spanje

1971
- 3e etappe Tirreno-Adriatico
- 4e etappe Ronde van Catalonië

1973
- 2e etappe deel A Ronde van de Oise

## Resultaten in voornaamste wedstrijden
| Jaar | Ronde van Italië | Ronde van Frankrijk | Ronde van Spanje |
| ---- | ---------------- | ------------------- | ---------------- |
| 1964 | 88e              |                     |                  |
| 1965 |                  | 54e (2)             |                  |
| 1966 |                  | 53e (1)             |                  |
| 1967 |                  | 42e (2)             | opgave (1)       |
| 1968 | 52e (3)          |                     |                  |
| 1969 | opgave           | 77e (1)             |                  |
| 1970 | opgave           |                     | 49e (3)          |
| 1971 |                  | opgave              |                  |
| 1972 |                  | opgave              |                  |

| Jaar | Milaan-San Remo | Gent-Wevelgem | Ronde van Vlaanderen | Parijs-Roubaix | Amstel Gold Race | Parijs-Tours | Omloop Het Volk | E3 Harelbeke |  | WK op de weg |  | Wereldranglijsten |
| ---- | --------------- | ------------- | -------------------- | -------------- | ---------------- | ------------ | --------------- | ------------ |  | ------------ |  | ----------------- |
| 1964 |                 |               |                      |                |                  | Goud         |                 |              |  |              |  | 14e (SPP)         |
| 1965 | 8e              |               | 21e                  |                |                  | 4e           | 6e              |              |  |              |  |                   |
| 1966 | 74e             |               | 4e                   |                |                  | Goud         | 68e             |              |  | 7e           |  | 9e (SPP)          |
| 1967 |                 | 29e           | 7e                   | 23e            |                  | 18e          |                 |              |  | opgave       |  |                   |
| 1968 |                 | 55e           | ↑                    | 9e             |                  | Goud         |                 |              |  |              |  | 7e (SPP)          |
| 1969 |                 | 49e           |                      |                | ↑                | 32e          |                 |              |  | 4e           |  |                   |
| 1970 | 10e             |               |                      | 23e            |                  | Brons        |                 |              |  |              |  | 18e (SPP)         |
| 1971 |                 | 13e           |                      |                |                  |              | 8e              | 7e           |  |              |  |                   |
| 1972 | 17e             | 85e           |                      | 32e            |                  | 6e           |                 |              |  |              |  | 26e (SPP)         |

## Varia
- Aan het einde van zijn loopbaan startte Reybrouck een groothandel in koersfietsen met de naam Fangio.
- Vanuit Damme is er jaarlijks de wielerwedstrijd Guido Reybrouck Classic.